# Roland Stadler
Roland Stadler (Zurigo, 14 giugno 1959) è un ex tennista svizzero.

## Carriera
In carriera ha raggiunto una finale nel singolare allo Swiss Open Gstaad del 1986. Nei tornei del Grande Slam ha ottenuto il suo miglior risultato raggiungendo il terzo turno nel singolare all'Open di Francia nel 1984.
In Coppa Davis ha giocato un totale di 41 partite, ottenendo 23 vittorie e 18 sconfitte. Per la sua dedizione nel rappresentare il proprio Paese nella competizione è stato insignito del Commitment Award.

## Statistiche

### Singolare

#### Finali perse (1)
| Numero | Anno           | Torneo                    | Superficie  | Avversario in finale | Punteggio               |
| 1.     | 13 luglio 1986 | Swiss Open Gstaad, Gstaad | Terra rossa | Stefan Edberg        | 5-7, 6-4, 1-6, 6-4, 2-6 |